# Changan Lumin
Changan Lumin — городской электромобиль, выпускающийся с 2022 года китайской компанией Changan.

## Описание
Впервые автомобиль Changan Lumin был представлен в апреле 2022 года. Он сохранил дизайн, отличающийся от других моделей «округлым» силуэтом с круглыми ДХО и двухцветной окраской кузова. Модель базируется на платформе EPA0. Вместимость 4 пассажира.
Интерьер выполнен в простом стиле, который сводит к минимуму количество инструментальных поверхностей. На приборной панели доминирует мультимедийная система с сенсорным экраном диаметром 260 мм. Стандартная комплектация включает в себя радио, навигацию, подключение смартфонов через интерфейсы и адаптивный круиз-контроль.
Автомобиль Changan Lumin был создан для внутреннего рынка Китая, где продажи начались в июне 2022 года. Цены варьируются от 48 900 юаней.

## Технические характеристики
Автомобиль Changan Lumin оснащается электродвигателем мощностью 41 л. с. Максимальная скорость — 101 км/ч. Ёмкость аккумуляторов CATL составляет 13—18 кВт·ч. Запас хода варьируется от 155 до 210 км.

## Галерея

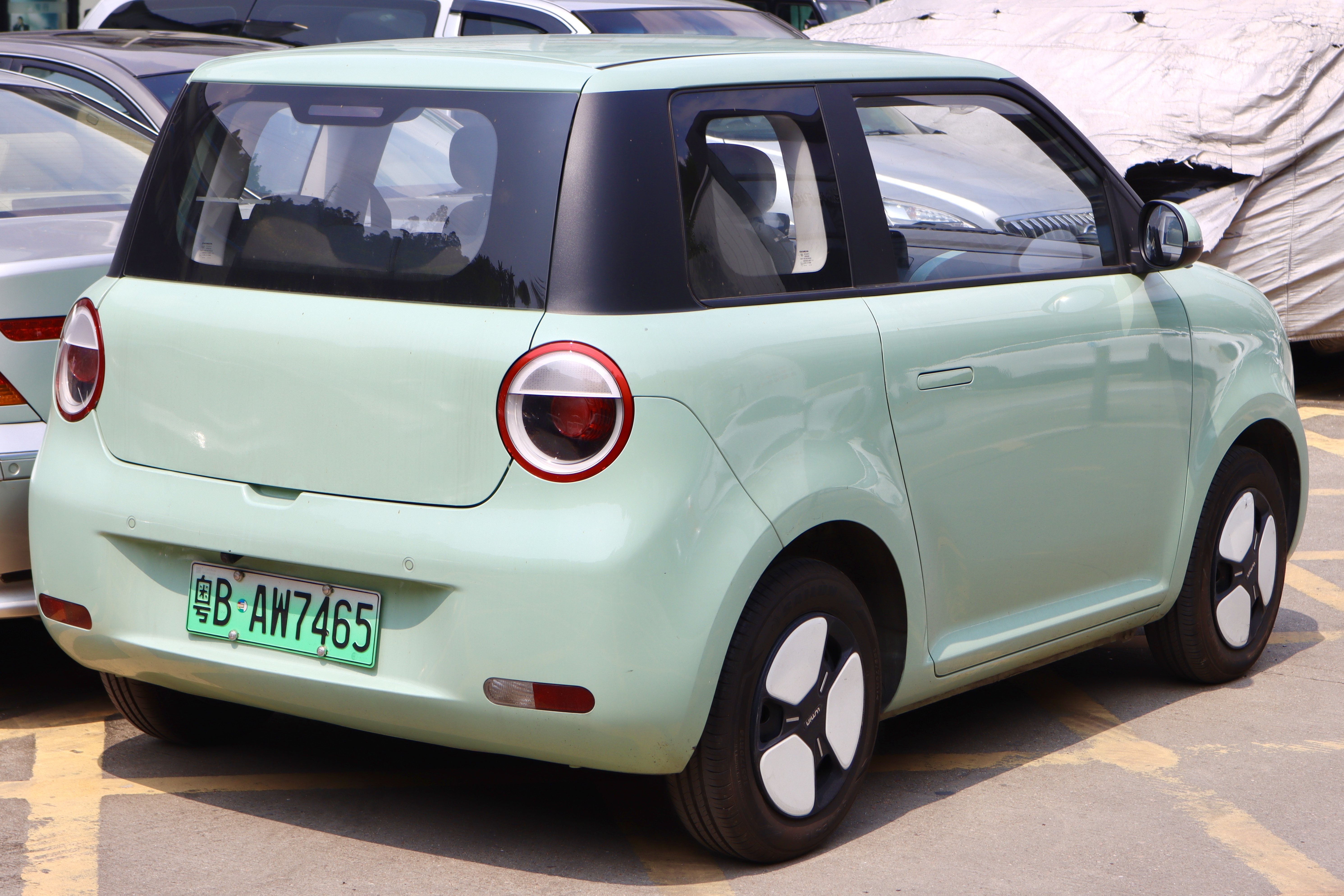
Вид сзади
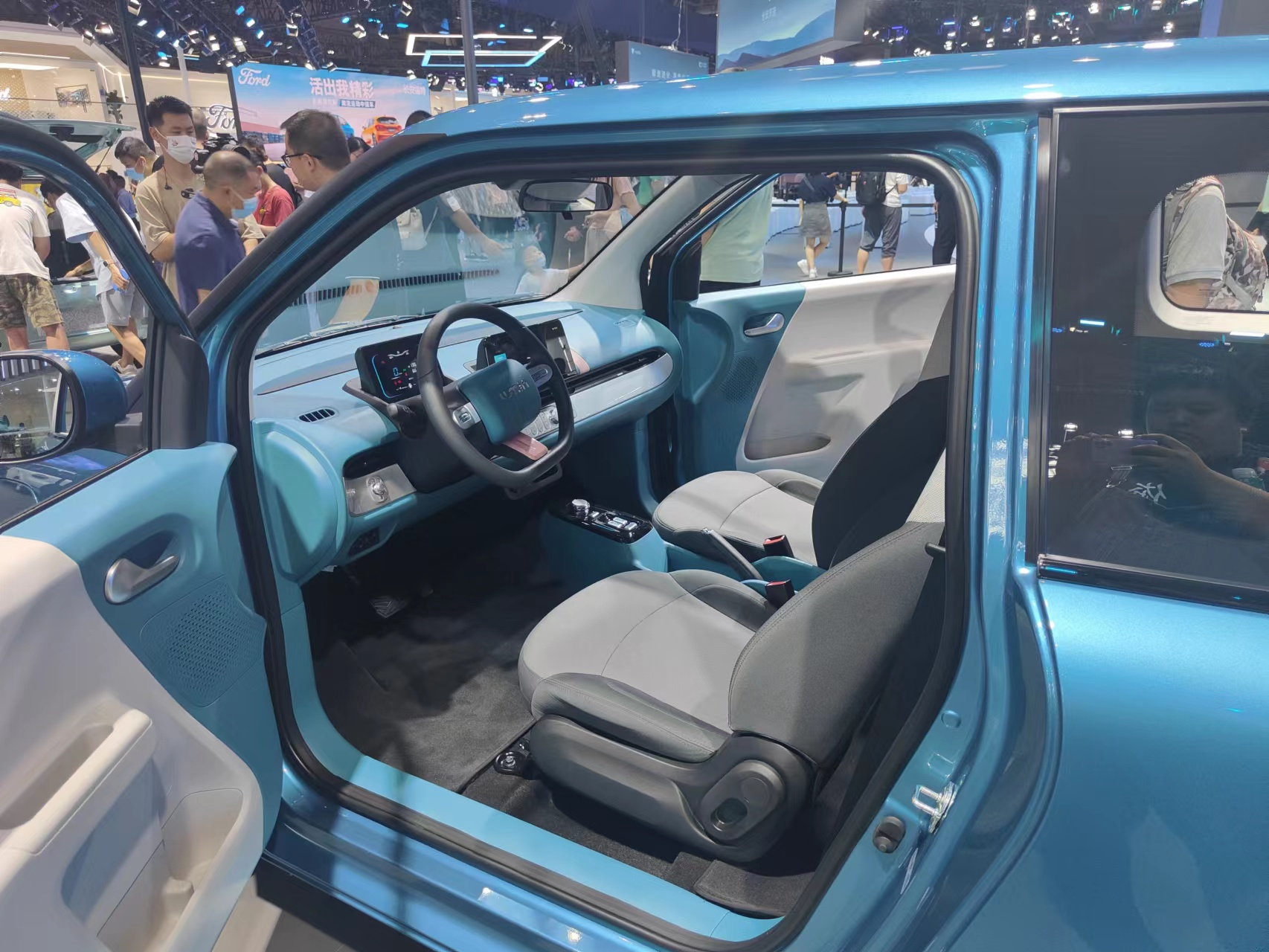
Интерьер